# August Schmidt (Luftwaffe)
August Schmidt (1 de febrero de 1883 - 23 de noviembre de 1955) fue un general de artillería antiaérea (General der Flakartillerie) altamente condecorado de la Luftwaffe durante la II Guerra Mundial. Fue condecorado con la Cruz de Caballero de la Cruz de Hierro. La Cruz de Caballero de la Cruz de Hierro era concedida para reconocer extrema valentía en el campo de batalla o un liderazgo militar con suceso. August Schmidt fue capturado por las tropas británicas el 8 de mayo de 1945. En octubre de 1947 fue sentenciado a cadena perpetua por crímenes de guerra cometidos contra aviadores británicos capturados. Su sentencia fue reducida posteriormente a diez años, y en 1950 fue liberado por motivos de salud.

## Condecoraciones
- Cruz de Hierro (1914)
  - 2ª Clase (17 de septiembre de 1914)
  - 1ª Clase (14 de marzo de 1917)
- Medalla de herido (1914)
  - en Negro
- Cruz de Caballero de la Orden de Hohenzollern con espadas (12 de abril de 1917)
- Cruz de Caballero de la Orden del León de Zähringen de Segunda Clase con Espadas (8 de septiembre de 1917)
- Cruz de Honor 1914-1918 (1 de noviembre de 1935)
- Cruz de Hierro (1939)
  - 2ª Clase (1 de octubre de 1939)
  - 1ª Clase (21 de mayo de 1940)
- Cruz Alemana en Oro (6 de marzo de 1944)
- Cruz de Caballero de la Cruz de Hierro el 13 de febrero de 1945 como General der Flakartillerie y comandante del Luftgau VI[1]
- Orden de la Cruz de la Libertad 1ª Clase con Espadas (23 de agosto de 1942)